# Calophyllaceae
Calophyllaceae é uma família de plantas com flor (Angiosperma). É reconhecida pelo sistema APG III. A maioria dos gêneros incluídos nesta família eram anteriormente reconhecidos na tribo Calophylleae da família Clusiaceae. O Angiosperm Phylogeny Group determinou que a separação deste clado de gêneros, em uma família própria era necessário.
Calophyllaceae apresenta uma distribuição mundial, predominando-se nos paleotrópicos. Essas plantas têm hábito arbóreo-arbustivo e possui grande importância do ponto de vista etnobotânico e econômico devido o fornecimento de madeira de boa qualidade, e também ecológico. Alguns gêneros são utilizados como plantas medicinais. Essas plantas então inseridas no clado das Rosídeas que compreende cerca de 70.000 das espécies de angiospermas, é pertencente à Malpighiales, uma das maiores e mais diversas ordens deste clado, dentro do grupo dos clusioides .

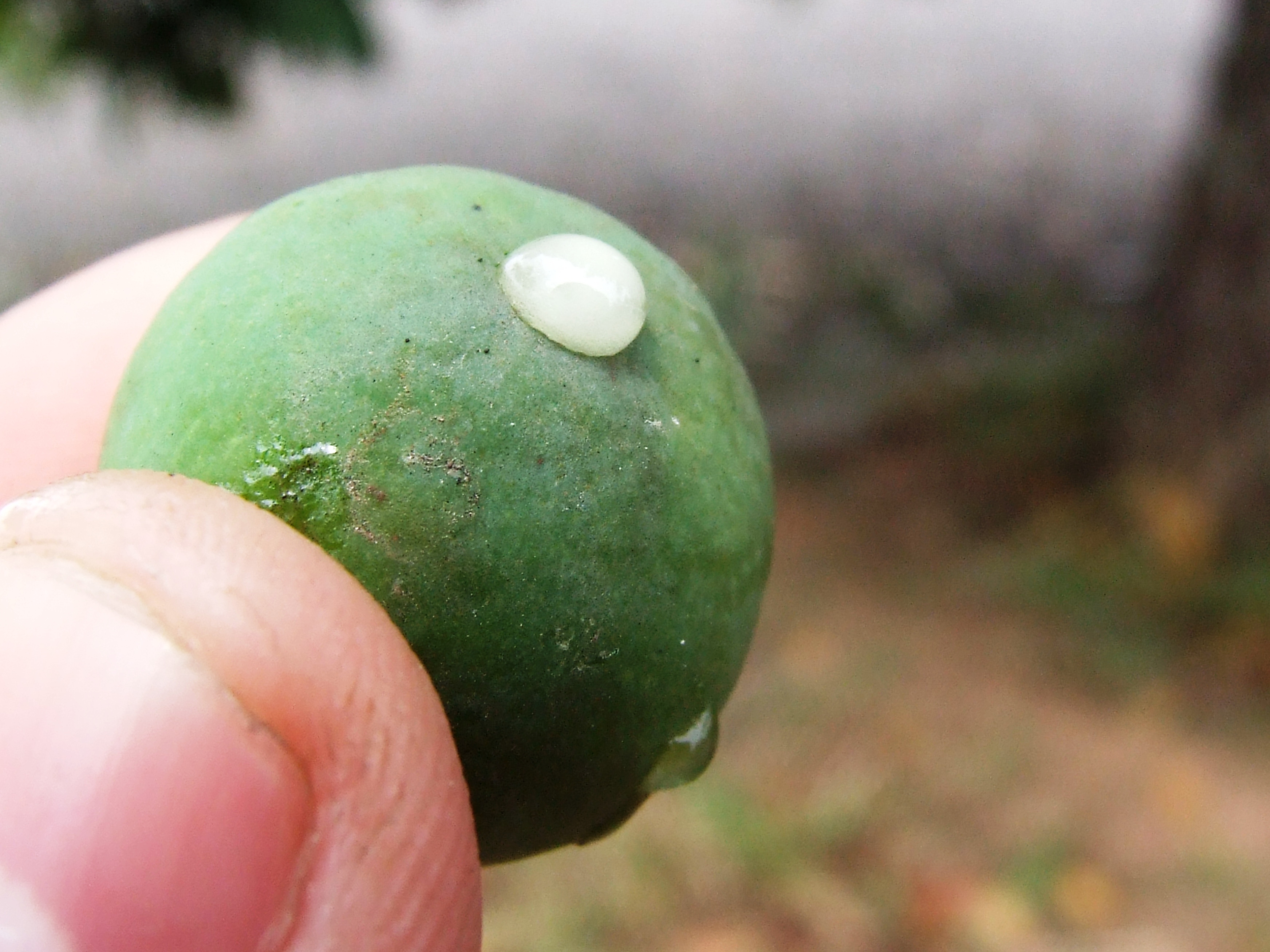
Fruto e látex de Calophyllum brasiliense

## Morfologia
Morfologicamente as Calophyllaceae podem se apresentar como árvores, arvoretas, arbustos ou subarbustos, raramente lianas e apresentam látex de coloração variada, suas folhas podem ser opostas ou alternas, espiraladas ou dísticas, muitas vezes planas. Suas flores podem ser bissexuais ou unissexuais, podendo apresentar 1 ou muitas sementes, que podem ser aladas ou não. Porém a característica principal das Calophyllaceae é a presença de estruturas secretoras que ocorrem em todas as espécies. Essas estruturas secretoras geralmente são representadas por ductos e, com menos frequência, por cavidades, idioblastos, laticíferos e/ou tricomas.

## Diversidade taxonômica
São 460 espécies agrupados em 14 gêneros ao redor do mundo, no Brasil ocorrem 88 espécies que estão agrupados em 7 gêneros. Das espécies brasileiras, 73% são endêmicas (ocorrem apenas no Brasil).

## Relações filogenéticas
A família Calophyllaceae pertence a ordem Malpighiales, foi proposto uma resolução para esse clado usando-se de dados moleculares, morfológicos e fosseis por Ruhfel et al. 2013. Dentro de Malpighiales, Garcinieae e Symphonieae formam um grupo irmão mais interno no clado e Calophyllaceae é um grupo irmão de Hypericaceae e Pedostemaceae, sendo que esses últimos formam grupos mais externos no clado juntamente com os "outros grupos" da ordem.

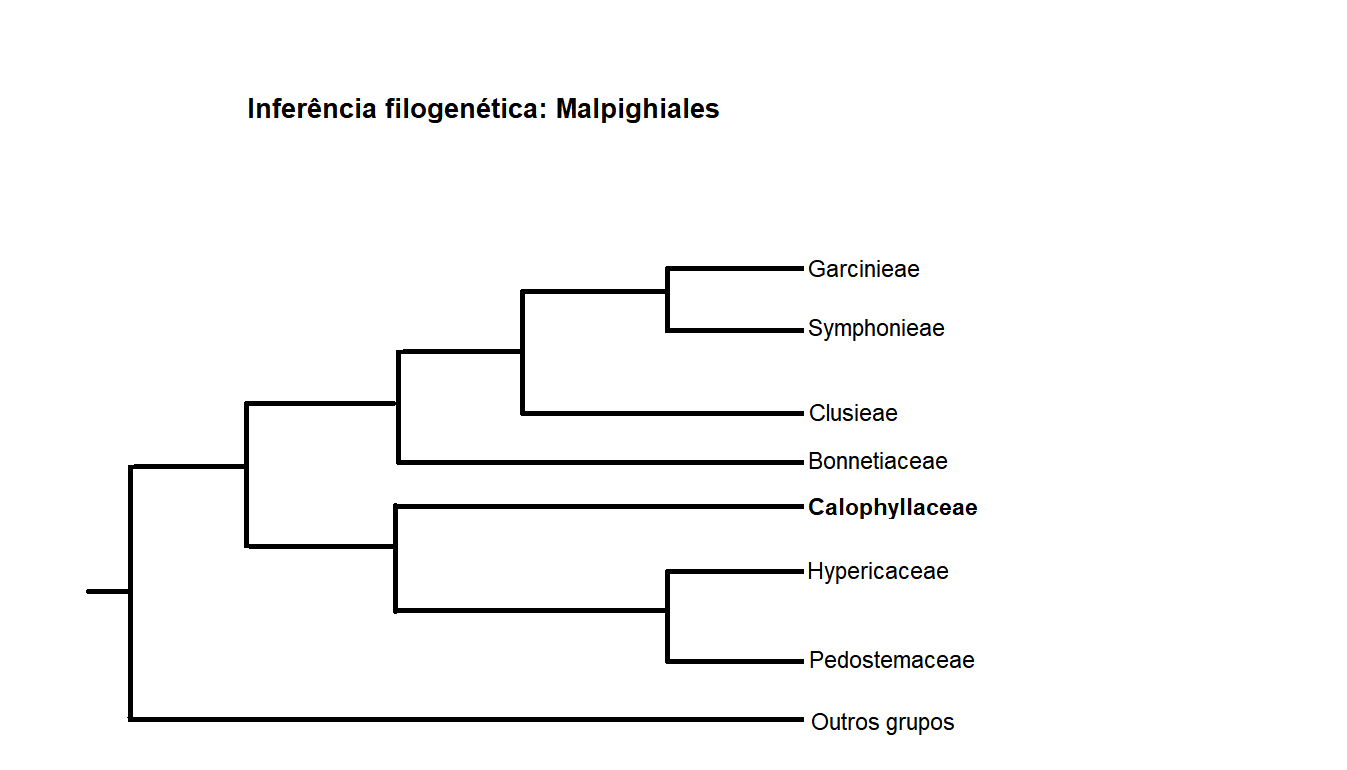
Inferência filogenética do clado clusioides (Malpighiales) proposta por Ruhfel et al. 2013

## Ocorrência de espécies no Brasil
No Brasil ocorrem 7 gêneros e 88 espécies, que estão presente em quatro de seus domínios fitogeográficos: Amazônia, Caatinga, Cerrado, Mata Atlântica. E se distribuem ao redor de todo o país, apresentando representantes em todas as regiões, e em diversos estados, sendo eles :
- Norte (Acre, Amazonas, Amapá, Pará, Rondônia, Roraima, Tocantins)
- Nordeste (Alagoas, Bahia, Maranhão, Pernambuco, Piauí, Sergipe)
- Centro-Oeste (Distrito Federal, Goiás, Mato Grosso do Sul, Mato Grosso)
- Sudeste (Espírito Santo, Minas Gerais, Rio de Janeiro, São Paulo)
- Sul (Paraná, Santa Catarina)

## Lista de espécies brasileiras[9]
1. Calophyllum brasiliense Cambess.
2. Calophyllum longifolium Willd
3. Calophyllum pachyphyllum Planch. & Triana 4
4. Caraipa ampla Ducke
5. Caraipa aracaensis Kubitzki
6. Caraipa balbinensis F.N. Cabral
7. Caraipa caespitosa F.N.Cabral
8. Caraipa costata Spruce ex Benth.
9. Caraipa densifolia Mart.
10. Caraipa duckeana Kubitzki
11. Caraipa foveolata Huber
12. Caraipa glabra F.N. Cabral
13. Caraipa grandifolia Mart.
14. Caraipa heterocarpa Ducke
15. Caraipa iracemensis F.N. Cabral
16. Caraipa llanorum Cuatrec.
17. Caraipa longisepala Kubitzki
18. Caraipa minor Huber
19. Caraipa multinervia Kubitzki
20. Caraipa myrcioides Ducke
21. Caraipa odorata Ducke
22. Caraipa punctulata Ducke
23. Caraipa racemosa Cambess.
24. Caraipa richardiana Cambess.
25. Caraipa rodriguesii Paula
26. Caraipa savannarum Kubitzki
27. Caraipa spuria Barb.Rodr.
28. Caraipa tereticaulis Tul.
29. Caraipa valioi Paula
30. Clusiella axillaris (Engl.) Cuatrec.
31. Clusiella impressinervis Hammel
32. Haploclathra cordata Vásquez
33. Haploclathra grandiflora Aspl.
34. Haploclathra leiantha (Benth.) Benth.
35. Haploclathra paniculata (Mart.) Benth.
36. Haploclathra verticillata Ducke
37. Kielmeyera abdita Saddi
38. Kielmeyera albopunctata Saddi
39. Kielmeyera altissima Saddi
40. Kielmeyera amplexicaulis S.Moore
41. Kielmeyera anisosepala Saddi
42. Kielmeyera appariciana Saddi
43. Kielmeyera argentea Choisy
44. Kielmeyera aureovinosa M. Gomes
45. Kielmeyera bifaria Saddi
46. Kielmeyera coriacea Mart. & Zucc.
47. Kielmeyera corymbosa Mart. & Zucc.
48. Kielmeyera cuspidata Saddi 49.
49. Kielmeyera decipiens Saddi
50. Kielmeyera divergens Saddi
51. Kielmeyera elata Saddi
52. Kielmeyera excelsa Cambess.
53. Kielmeyera fatimae R.J.Trad
54. Kielmeyera ferruginosa A.B.Santos & R.J.Trad
55. Kielmeyera gracilis Wawra
56. Kielmeyera grandiflora (Wawra) Saddi
57. Kielmeyera humifusa Cambess.
58. Kielmeyera insignis Saddi
59. Kielmeyera itacarensis Saddi
60. Kielmeyera juruenensis Saddi
61. Kielmeyera lathrophyton Saddi
62. Kielmeyera marauensis Saddi
63. Kielmeyera membranacea Casar.
64. Kielmeyera neglecta Saddi
65. Kielmeyera neriifolia Cambess.
66. Kielmeyera obtecta Saddi
67. Kielmeyera occhioniana Saddi
68. Kielmeyera petiolaris Mart. & Zucc.
69. Kielmeyera pulcherrima L.B.Sm.
70. Kielmeyera pumila Pohl
71. Kielmeyera regalis Saddi
72. Kielmeyera reticulata Saddi
73. Kielmeyera rizziniana Saddi
74. Kielmeyera rosea Mart. & Zucc.
75. Kielmeyera rubriflora Cambess.
76. Kielmeyera rufotomentosa Saddi
77. Kielmeyera rugosa Choisy
78. Kielmeyera rupestris Duarte
79. Kielmeyera sigillata Saddi
80. Kielmeyera similis Saddi
81. Kielmeyera speciosa A.St.-Hil.
82. Kielmeyera tomentosa Cambess
83. Kielmeyera trichophora Saddi
84. Kielmeyera variabilis Mart. & Zucc.
85. Mahurea exstipulata Benth.
86. Mahurea palustris Aubl.
87. Marila laxiflora Rusby
88. Marila tomentosa Poepp.
Referências

1. 1 2  Angiosperm Phylogeny Group (2009). «An update of the Angiosperm Phylogeny Group classification for the orders and families of flowering plants: APG III» (PDF). Botanical Journal of the Linnean Society. 161 (2): 105–121. doi:10.1111/j.1095-8339.2009.00996.x. Consultado em 6 de julho de 2013
2. 1 2 3  Marinho, Lucas Cardoso; Amorim, André Márcio (2016). «Flora das cangas da Serra dos Carajás, Pará, Brasil: Calophyllaceae». Rodriguésia. 67 (5spe): 1277–1280. ISSN 2175-7860. doi:10.1590/2175-7860201667526
3. 1 2 3  Santos, Amanda Pricilla Batista; Espírito Santo, Fabio Da Silva do; Rapini, Alessandro (18 de dezembro de 2015). «Flora da Bahia: Calophyllaceae». SITIENTIBUS série Ciências Biológicas. 15. ISSN 2238-4103. doi:10.13102/scb884
4. 1 2  Proença, Carolyn Elinore Barnes Alkimim, Wanderson de Oliveira (16 de outubro de 2014). Calophyllaceae J. Agardh em Goiás e Tocantins & Hypericaceae Juss. No Distrito Federal, Brasil. [S.l.: s.n.] OCLC 899242423
5. ↑  Souza, Vinicius Castro. (2012). Botânica sistemática : guia ilustrado para identificação das famílias de Fanerógamas nativas e exóticas no Brasil baseado em APG III. [S.l.]: Instituto Plantarum de Estudos da Flora LTDA. ISBN 9788586714399. OCLC 841163599
6. ↑  «Bolsa 17/15085-2 - Calophyllaceae, Anatomia vegetal - BV FAPESP». bv.fapesp.br. Consultado em 14 de novembro de 2019
7. ↑  Ruhfel, Brad R.; Stevens, Peter F.; Davis, Charles C. (julho de 2013). «Combined Morphological and Molecular Phylogeny of the Clusioid Clade (Malpighiales) and the Placement of the Ancient Rosid MacrofossilPaleoclusia». International Journal of Plant Sciences. 174 (6): 910–936. ISSN 1058-5893. doi:10.1086/670668. Consultado em 14 de novembro de 2019
8. ↑  Ruhfel, Brad R.; Stevens, Peter F.; Davis, Charles C. (julho de 2013). «Combined Morphological and Molecular Phylogeny of the Clusioid Clade (Malpighiales) and the Placement of the Ancient Rosid MacrofossilPaleoclusia». International Journal of Plant Sciences. 174 (6): 910–936. ISSN 1058-5893. doi:10.1086/670668. Consultado em 13 de novembro de 2019
9. 1 2  «Flora do Brasil 2020». floradobrasil.jbrj.gov.br. Consultado em 15 de novembro de 2019